# محمد نوذری
محمد نوذری (زاده ۱۳۵۲) سیاستمدار و مدیر اجرایی ایرانی است که از آذر ۱۴۰۳ به عنوان دوازدهمین استاندار قزوین مشغول به فعالیت است. وی پیش‌تر از سال ۱۳۹۹ تا ۱۴۰۰ و در‌ دولت دوازدهم استاندار ایلام نیز بوده است.

## زندگی شخصی
محمد نوذری زاده سال ۱۳۵۲ در فارسان استان چهارمحال و بختیاری نیز می باشد.
نوذری از کارمندان وزارت کشور (ورودی ۱۳۸۲) نیز می‌باشد و سابقه کار در استانداری های استانداری چهارمحال و بختیاری، استانداری ایلام و استانداری قزوین را به عنوان فرماندار، معاون استاندار و استاندار نیز اشاره کرد.

## استانداری قزوین
با رای اعضا هیات دولت چهاردهم محمد نوذری در ۴ آذر ۱۴۰۳ به عنوان استاندار قزوین نیز منصوب شد.

## پیشینه اجرایی
- استاندار قزوین از سال‌ ۱۴۰۳ تاکنون[۸][۹]
- معاون اجتماعی قرارگاه محرومیت‌زدایی وزارت کشور از سال ۱۴۰۱ تا ۱۴۰۳
- استاندار ایلام از سال ۱۳۹۹ تا ۱۴۰۰
- معاون سیاسی استانداری ایلام از سال ۱۳۹۶ تا ۱۳۹۹
- رئيس قرارگاه مرزی مهران از سال ۱۳۹۶ تا ۱۴۰۰
- رئيس ستاد اربعین ایلام از سال ۱۳۹۹ تا ۱۴۰۰
- سرپرست گزینش استانداری ایلام سال ۱۳۹۸
- فرماندار شهرستان اردل از سال ۱۳۹۲ تا ۱۳۹۶